# Exiles (David Cross)
Exiles is een studioalbum van David Cross. Cross schakelde voor de opnamen van dit album zijn eigen band Radius in maar ook een aantal coryfeeën uit de progressieve rock. Op dit album staat een aantal nummers die Cross samen met anderen schreef voor de muziekgroep King Crimson, waar hij kortstondig deel van uitmaakte. Opnamen vonden meest plaats in de GWBB Studio en per track andere geluidstudio’s

## Musici
- David Cross – viool
- Peter Claridge – gitaar (1, 2, 7)
- Paul Clark – gitaar (1, 3, 5, 6, 8)
- Mick Paul (Radius) – basgitaar (1, 2, 3, 5, 6, 7, 8)
- Dave Kendall – toetsen (1, 2, 7)
- Dan Maurer (Radius) – drumstel (1, 2, 3, 5, 6, 7,8)
- John Wetton (King Crimson etc.) – zang (1, 5)
- Robert Fripp (King Crimson) – gitaar (2, 4, 7)
- Peter Hammill (Van der Graaf Generator) – zang (2, 7)
- Pete McPhail (Radius) – sopraansaxofoon (3, 8)

## Muziek
| Nr. | Titel                                                                                           | Duur  |
| --- | ----------------------------------------------------------------------------------------------- | ----- |
| 1.  | Exiles (Bill Bruford, David Cross, Robert Fripp, Jamie Muir, Richard Palmer-James, John Wetton) | 8:57  |
| 2.  | Tonk (Cross, Maurer, Paul)                                                                      | 3:45  |
| 3.  | Slippy side (Cross, Maurer, Paul)                                                               | 4:03  |
| 4.  | Cakes (Cross, Fripp)                                                                            | 7:45  |
| 5.  | This is your life (Cross, Peter Sinfield)                                                       | 4:41  |
| 6.  | Fast (Cross)                                                                                    | 5:38  |
| 7.  | Troppo (Cross, Maurer, Paul)                                                                    | 8:45  |
| 8.  | Hero (Cross)                                                                                    | 10:53 |